# Alfa Romeo G1

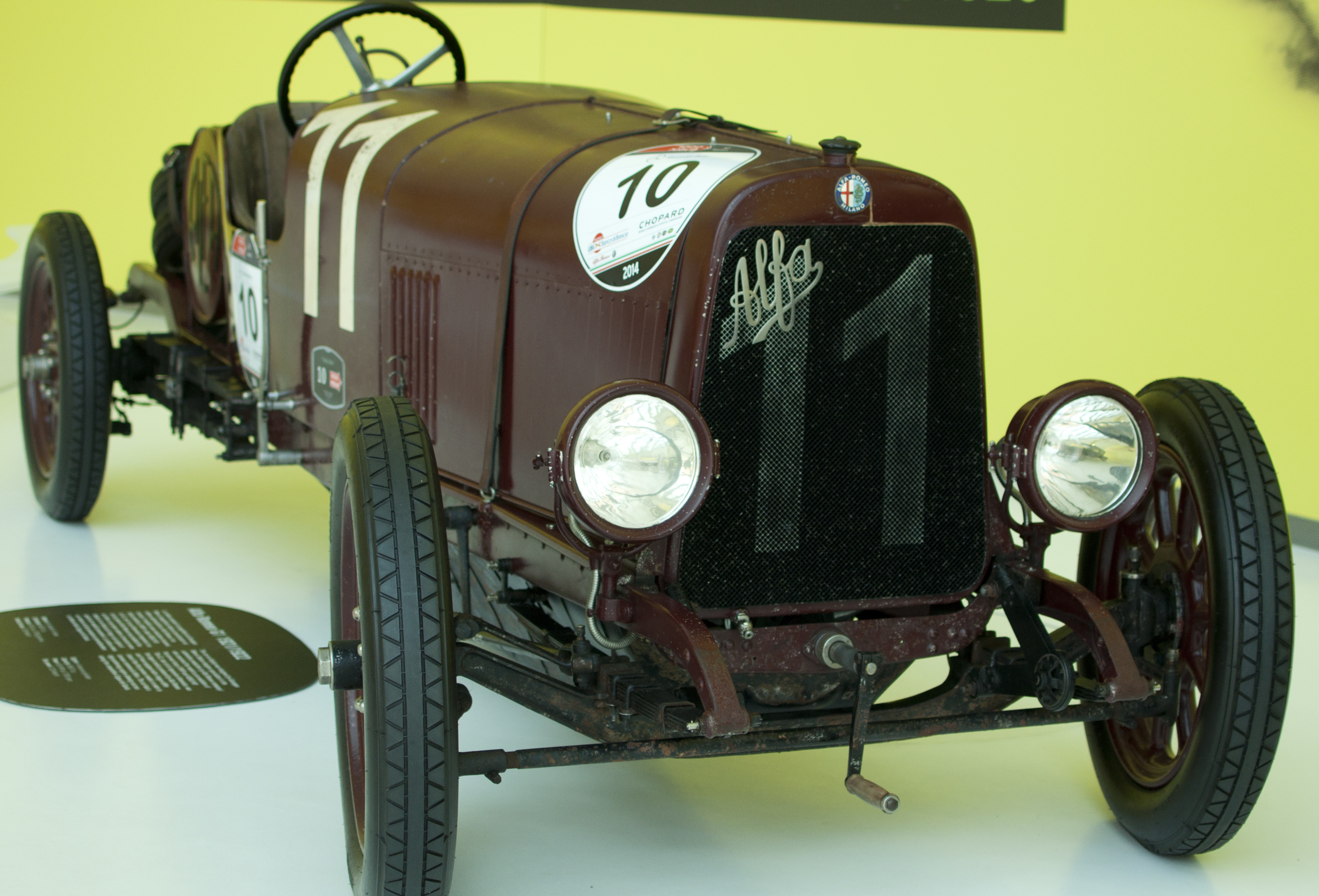
Alfa Romeo G1 im Museo Casa Enzo Ferrari (2015)

Der Alfa Romeo G1 war ein Pkw des italienischen Automobilherstellers Alfa Romeo. Er kam 1921 als Nachfolger des Alfa Romeo 40-60 HP auf den Markt. Während die Vorgängermodelle noch unter dem ursprünglichen Markennamen „A.L.F.A.“ entwickelt worden sind, erschien der G1 sofort unter dem Markennamen „Alfa Romeo“.
Konstrukteur war Giuseppe Merosi, wobei Enzo Ferrari, der damals Werksfahrer bei Alfa Romeo war, die wesentlichen Anregungen zu diesem Projekt beitrug. Unter der Haube befand sich der erste Sechszylindermotor von Alfa Romeo. Bei einem ursprünglichen Hubraum von 6567 cm³ leistete der Motor 65 PS bei 1750/min. Wenig später wurde der Motor überarbeitet, bei nun 6330 cm³ mit 98 mm Bohrung und 140 mm Hub leistete er 70 PS bei 2100/min. Die Höchstgeschwindigkeit betrug 120 km/h. Der Radstand betrug 340 cm. Das Leergewicht betrug 1550 kg. Der Tankinhalt hatte eine Größe von 75 Liter. 1921 kostete das Fahrzeug 55000 Lire.
Auch für den Rennsport wurde der Wagen eingesetzt, allerdings mit nur mäßigem Erfolg.
1922 endete die Produktion. Der G1 war kein Erfolg. Insgesamt entstanden 52 Fahrzeuge, die in Australien verkauft wurden. Ein Fahrzeug existiert noch in Neuseeland.
Das geplante Nachfolgemodell G 2 blieb ein Projekt.

## Produktionszahlen Alfa Romeo G1
Gesamtproduktion Alfa Romeo G1 insgesamt 52 Fahrzeuge
| Jahr          | 1921 | Summe |
| ------------- | ---- | ----- |
| Alfa Romeo G1 | 52   | 52    |